# Легг, Мэтт
Мэтт (Мэтью) Легг (англ. Matt (Matthew) Legg; род. 1976) — британский боксер-профессионал, выступающий в тяжёлой весовой категории.

## Биография
Родился 17 апреля 1976 года в городе Нортгемптон графства Нортгемптоншир. До пяти лет жил в городке Draughton этого же графства. Затем семья переехала в город Бедфорд, где Мэтт жил по 1984 год. Потом они переехали в Милтон-Кинс, графство Бакингемшир, где он окончил школу и начал работать в различных местах — на мясной фабрике, установщиком окон, сборщиком мебели. 
Проживает в городе Милтон-Кинс, графство Бакингемшир. Женат, имеет троих сыновей — Мэтью-младший, Макс и Мэйсон.
Интересно, что Мэтт Легг снимался в кино.

## Боксёрская карьера
Боксом занялся в 18-летнем возрасте, выиграв на любительском уровне 13 из 15 поединков. 
Дебютировал на профессиональном ринге 28 июля 2001 года.
В бою с Энтони Джошуа  остался со сломанной глазницей
Статистика боёв в качестве профессионала:
| Бой | Дата            | Соперник              | Место боя                                               | Результат |
| --- | --------------- | --------------------- | ------------------------------------------------------- | --------- |
| 10  | 31 мая 2014     | Энтони Джошуа         | Стадион Уэмбли, Лондон, Великобритания                  | Проиграл  |
| 9   | 26 апреля 2014  | Deyan Mihailov        | WonderWorld Xscape, Милтон-Кинс, Великобритания         | Выиграл   |
| 8   | 14 ноября 2013  | Джеймс Тони           | York Hall, Bethnal Green, Лондон, Великобритания        | Проиграл  |
| 7   | 21 июля 2013    | Radek Linka           | WonderWorld Xscape, Милтон-Кинс, Великобритания         | Выиграл   |
| 6   | 5 октября 2008  | Jevgenijs Stamburskis | Watford Town Hall, Уотфорд, Хартфордшир, Великобритания | Выиграл   |
| 5   | 1 августа 2008  | Howard Daley          | Watford Town Hall, Уотфорд, Хартфордшир, Великобритания | Выиграл   |
| 4   | 12 октября 2002 | Alvin Miller          | York Hall, Bethnal Green, Лондон, Великобритания        | Проиграл  |
| 3   | 20 июля 2002    | Dave Clarke           | York Hall, Bethnal Green, Лондон, Великобритания        | Выиграл   |
| 2   | 24 ноября 2001  | Tony Booth            | York Hall, Bethnal Green, Лондон, Великобритания        | Выиграл   |
| 1   | 28 июля 2001    | Mal Rice              | Conference Centre, Уэмбли, Лондон, Великобритания       | Выиграл   |